# Långtjärnen (Degerfors socken, Västerbotten, 715686-168807)
Långtjärnen är en sjö i Vindelns kommun i Västerbotten och ingår i Umeälvens huvudavrinningsområde.